# Anypsipyla univitella
Anypsipyla univitella är en fjärilsart som beskrevs av Dyar 1914. Anypsipyla univitella ingår i släktet Anypsipyla och familjen mott. Inga underarter finns listade i Catalogue of Life.